# Bob Greene
Bob Greene (eigentlich Robert Stern Greenstein, * 4. September 1922; † 13. Oktober 2013 in Amagansett, N.Y.) war ein US-amerikanischer Autor und Jazzpianist, der sich dem Werk von Jelly Roll Morton widmete.

## Leben und Wirken
Bob Greene war der Sohn eines Textil-Industriellen und wuchs an der Upper East Side von Manhattan auf. 1943 graduierte er an der Columbia University und begann anschließend, für Dokumentationen in Radio und Fernsehen zu arbeiten, was ihm 1957 und 1962 zwei Preise der Writers Guild einbrachte. 1964 schrieb er für Voice of America; von 1954 bis 1962 unterrichtete er an der Columbia University, wo er 1958 einen Master of Arts in Theaterwissenschaft erwarb.
Bereits in den 1940er-Jahren lernte Greene die Musik von Morton kennen. 1969 spielte er in New Orleans Konzerte mit Mortons Musik; 1973 führte er im Rahmen des New Yorker Newport Jazz Festival seine Version der Red Hot Peppers im New Yorker Lincoln Center auf. In den 1970er- und 80er-Jahren tourte Greene in den Vereinigten Staaten und Europa mit seinem Konzertprogramm The World of Jelly Roll Morton sowohl als Solist als auch als Bandleader, u. a. mit Johnny Williams. Er wirkte auch beim Soundtrack des Louis-Malle-Films Pretty Baby (1978) mit.
Nach Tom Lord war er zwischen 1950 und 2010 an 53 Aufnahmesessions beteiligt, u. a. mit Sidney De Paris, Johnny Wiggs, Johnny Smith, Ernie Carson, Jimmy McPartland, Zutty Singleton, Don Ewell, Albert Nicholas, Leon Redbone, Ricardo Hansen und Louis Cottrell.

## Diskographische Hinweise
- Bob Greene and His International New Orleans Jazz Band (Fat Cat’s Jazz, 1968)
- Jelly Roll Revisited: Bob Greene and The Peruna Jazz Band  (Fat Cat’s Jazz, 1972)
- Bob Greene Orchestra Concert (Philharmonic Hall, New York, NY Jul 4, 1973 Early Show) (1973)
- The World of Jelly Roll Morton (RCA, 1974)
- Pretty Baby (Film Soundtrack) (ABC, 1977)
- Bob Greene’s World of Jelly Roll Morton (GHB, 1982)
- St. Peter Street Strutters (Delmark Records, 2009)
- Bob Greene, Bobby Gordon, Howard Alden Trio: All I Ask Is Love (GHB, 2010)